# Monochamus fisheri
Monochamus fisheri är en skalbaggsart som beskrevs av Stefan von Breuning 1944. Monochamus fisheri ingår i släktet Monochamus och familjen långhorningar. Inga underarter finns listade i Catalogue of Life.